# Microzetes costulatus
Microzetes costulatus är en kvalsterart som först beskrevs av Travé 1956.  Microzetes costulatus ingår i släktet Microzetes och familjen Microzetidae. Inga underarter finns listade i Catalogue of Life.